# Gran Premi de Portugal del 1958

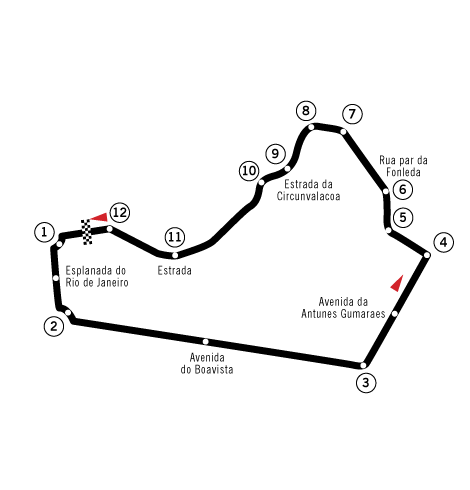
Circuit de Boavista, a Porto

Resultats del Gran Premi de Portugal de Fórmula 1 de la temporada 1958, disputat a Porto el 24 d'agost del 1958.

## Resultats
| Pos | No | Pilot                    | Equip           | Voltes | Temps/ Retirada  | Pos. de sortida | Punts |
| --- | -- | ------------------------ | --------------- | ------ | ---------------- | --------------- | ----- |
| 1   | 2  | Stirling Moss            | Vanwall         | 50     | 2h 11' 28. 2     | 1               | 8     |
| 2   | 24 | Mike Hawthorn            | Ferrari         | 50     | + 5' 12.75 min.  | 2               | 6     |
| 3   | 6  | Stuart Lewis-Evans       | Vanwall         | 49     | + 1 Volta        | 3               | 4     |
| 4   | 8  | Jean Behra               | BRM             | 49     | + 1 Volta        | 4               | 3     |
| 5   | 22 | Wolfgang von Trips       | Ferrari         | 49     | + 1 Volta        | 6               | 2     |
| 6   | 10 | Harry Schell             | BRM             | 49     | + 1 Volta        | 7               |       |
| 7   | 14 | Jack Brabham             | Cooper - Climax | 48     | + 2 Voltes       | 8               |       |
| 8   | 12 | Maurice Trintignant      | Cooper - Climax | 48     | + 2 Voltes       | 9               |       |
| 9   | 16 | Roy Salvadori            | Cooper - Climax | 46     | + 4 Voltes       | 17              |       |
| Ret | 28 | Carroll Shelby           | Maserati        | 47     | Frens            | 10              |       |
| Ret | 4  | Tony Brooks              | Vanwall         | 37     | Accident         | 5               |       |
| Ret | 20 | Graham Hill              | Lotus - Climax  | 25     | Accident         | 12              |       |
| Ret | 18 | Cliff Allison            | Maserati        | 15     | Motor            | 13              |       |
| Ret | 32 | Jo Bonnier               | Maserati        | 9      | Problemes físics | 14              |       |
| Ret | 30 | Maria Teresa de Filippis | Maserati        | 6      | Motor            | 15              |       |

## Altres
- Pole: Stirling Moss 2' 34. 21

- Volta ràpida: Mike Hawthorn 2' 32. 370 (a la volta 36)